# Anki
Anki (basierend auf dem japanischen Wort 暗記 anki für „Auswendiglernen“) ist eine quelloffene Lernkartei-Software, ursprünglich vorrangig gedacht zum Erlernen von Fremdsprachen, wegen ihrer vielfältigen Einstellmöglichkeiten allerdings für das Einüben unterschiedlichster Inhalte geeignet. Für die Übungen benutzt Anki einen Algorithmus, dessen Wiederholungsintervall für einzelne Fakten gezielt für den Einbau in das Langzeitgedächtnis konzipiert ist.

## Funktionsweise

### Hinzufügen von Inhalten
Neben dem Import öffentlich zugänglicher oder eigener Dateien mit Kartenstapeln können auch Stapel selbst angelegt oder bestehende erweitert werden. Hierzu werden keine Karten angelegt, sondern in Notizen die vorgefertigten Felder ausgefüllt. Anki formatiert diese Informationen anhand des Notiz-Typs und erstellt Karten, mit welchen anschließend gelernt werden kann. Dadurch ist es möglich, mehrere Karten mit den gleichen Feldern zu verbinden. Die Karten können außerdem mit Schlagwörtern markiert werden, um später nur einen Teil des Stapels wiederholen zu müssen.
Zum Sprachenlernen können die Daten (Fakten) z. B. wie folgt eingegeben werden:
- Feld 1 (Französisch): Wort in der Zielsprache – „gâteau“
- Feld 2 (Aussprache): Aussprache – [Audio-Datei mit dem Wort „gâteau“ ausgesprochen]
- Feld 3 (Deutsch): Bedeutung in der eigenen Sprache – „Kuchen“
- Schlagwort (optional): Eine oder mehrere Kategorien für das Wort – „Essen“

Anschließend wird basierend auf einem Notiz-Typ eine Karte erstellt. Die Kartenvorlage arbeitet mit Platzhaltern und kann folgendermaßen aussehen:
- Vorderseite: Französisch
- Rückseite: Deutsch
 Aussprache

Die Platzhalter werden danach durch die eingegebenen Inhalte ersetzt, wodurch eine Karte erzeugt wird. Diese hat nun das folgende Format:
| gâteau               |
| Kuchen [Audio-Datei] |

Es lassen sich gleichzeitig mehrere Notiz-Typen erstellen, um sofort mehrere Karten zu erstellen. Beispielsweise kann in einem anderen Modell das französische Wort oder nur die Audio-Datei auf der Vorderseite erscheinen.

### Lernen und Abfragen
Im Lernmodus werden, wie bei vergleichbaren Programmen auch, Karten mit dem zu lernenden Begriff und der Erklärung gleichzeitig angezeigt. Bei der Abfrage von Wissen wird nur das zu beantwortende Muster angezeigt. Die Antwort kann aufgedeckt oder auf Wunsch auch eingegeben werden, sodass Anki diese mit der korrekten vergleichen kann. Bei beiden Modi kommt der spezielle Wiederholungsalgorithmus von Anki zum Einsatz. Bearbeitete Karten können markiert werden, um sie innerhalb der gleichen Sitzung oder nach einem bestimmten Intervall wiederholen zu lassen. Das Intervall richtet sich nach dem Schwierigkeitsgrad, mit dem sich der Benutzer den zu lernenden Fakt einprägen kann. Leicht einzuprägende Notizen werden nach einem längeren Zeitraum wiederholt, schwere nach einem kürzeren. Allerdings können mit Schlagwörtern markierte Themenbereiche ausgewählt werden (im obigen Beispiel „Essen“), um so mit einem Auswahlstapel gesondert zu lernen, oder bestimmte Themenbereiche kurzzeitig auszublenden. Beim Lernen oder Abfragen kann immer nur ein Stapel gleichzeitig genutzt werden. Der Nutzer kann für diesen aber unter anderem die pro Tag abzuarbeitende Menge an Karten bzw. die dafür zur Verfügung stehende Zeit selbst einstellen.

### Merkmale
- Es werden sowohl Bilder als auch Video- und Audiodateien unterstützt.
- Hoch- und Tiefstellung von Symbolen
- Durch LaTeX- und HTML-Unterstützung können auch mathematische Formeln und komplexere Darstellungen erreicht werden.
- Größere Mengen an Einträgen können von CSV-Dateien oder einem eigenen Format importiert und auch exportiert werden.
- Durch einen Statistikmodus lässt sich der eigene gesamte Lernfortschritt darstellen.
- Anki ist durch eine Plugin-Schnittstelle in seiner Funktionalität erweiterbar, es existieren mehrere hundert Erweiterungen („Add-ons“)
- Durch die Synchronisation mit einem Online-Server, AnkiWeb, können die Daten zwischen mehreren Computern oder einem Smartphone ausgetauscht werden, sowie auch direkt auf der Webseite gelernt werden. (Es ist möglich, einen mit AnkiWeb kompatiblen Synchronisierungsserver aufzusetzen.)[9]
- Von Dritten erstellte Lernstapel lassen sich direkt aus Anki herunterladen.
- Das Programm beherrscht dank der Unterstützung von Unicode fast alle Alphabete und Schriftsysteme.
- Inhalte können über Schlagwörter, Markierungen, Lernfortschritt und andere Eigenschaften verwaltet werden.

### Erweiterungen (Add-ons)
Die Funktionalität des Programms kann durch Erweiterungen (Add-ons) angepasst werden. Diese werden durch Dritte programmiert und größtenteils kostenlos zur Verfügung gestellt. Mittlerweile existieren hunderte Erweiterungen. Populäre Add-ons ändern etwa das Erscheinungsbild des Programmes, generieren Lernkarten aus Bildern, bei denen einzelne Bildbestandteile erkannt werden müssen („image occlusion“), oder binden externe Dienste für maschinelle Übersetzung oder Sprachsynthese ein.

## Wiederholungsmethode
Sinn der von Anki verwendeten Methode des Wiederholens mit Lücken (spaced repetition) ist es, Informationen aus dem Gedächtnis kurz vor deren Vergessen abzurufen und somit eine maximale Wirkung beim Training des Langzeitgedächtnisses zu erreichen.
Anki nutzte ursprünglich den SuperMemo-5-Algorithmus (SM5), um die Wiederholungsintervalle für die Abfragen zu berechnen. Dieser Algorithmus erwies sich aber – laut den Angaben des Anki-Autors – als problematisch, da die Wiederholungsintervalle nicht unabhängig für jede einzelne Karte erzeugt werden. Stattdessen berücksichtigen die SuperMemo-Algorithmen ab Version SM3 Ähnlichkeiten zu anderen Lernkarten, was teilweise zu Ungereimtheiten führen kann (besonders wenn die Lernkarten unterschiedlich schwierig sind und nur unregelmäßig gelernt wird). Der Entwickler hat sich deshalb für einen verbesserten SM2-Algorithmus entschieden, der für SuperMemo in den späten 1980er Jahren implementiert wurde, welcher eine größere Flexibilität ermöglicht.
Mit der Version 23.10 (Oktober 2023) wurde mit dem Free Spaced Repetition Scheduler (FSRS) ein alternativer, optional nutzbarer Algorithmus in Anki integriert, mit dem die Anzeige von Lernkarten effizienter geplant wird.

## Mobile Versionen
Es existieren mittlerweile mehrere Smartphone-Clients, mit denen Anki-Stapel auch unterwegs gelernt werden können.
- AnkiDroid[15] für Android (Drittanbieter)
- AnkiMobile[16] für iOS (kostenpflichtig, die Erlöse aus dem Vertrieb der App finanzieren die Entwicklung der Desktop-Version sowie den Betrieb von AnkiWeb)[17]
- AnkiWeb[18] als Online-Version

Hierbei können die Lernkarten und Lernfortschritte in beide Richtungen über AnkiWeb mit Anki synchronisiert werden.
Mehrere namensähnliche Programme, darunter AnkiApp und AnkiPro, sind nicht mit Anki kompatibel.

### AnkiDroid
AnkiDroid ist eine kostenlose und quelloffene-Implementierung von Anki für das mobile Betriebssystem Android. Sie unterstützt die von Anki erstellten Dateien, die entweder mit AnkiWeb oder durch einfaches Kopieren der Anki-Datei auf das Smartphone synchronisiert werden können.
Die Software zeigt die Karten mit Bilder- und Audio-Unterstützung an und bietet auch die grundlegenden Funktionen zum Erstellen und Bearbeiten von Karten. Beim Hinzufügen neuer Notizen besteht die Möglichkeit, Bilder aus der Galerie einzufügen, sowie mit der Kamera Fotos aufzunehmen. Zudem lässt sich eine mithilfe des internen Mikrofons des Smartphones aufgezeichnete Aussprache direkt der Karte anfügen. Über einen erweiterten Editor lassen sich Wörter direkt übersetzen und die Aussprache eines Wortes als Audiodatei hinzufügen. Formatierungen werden angezeigt, können aber nicht bearbeitet werden (mit Ausnahme von direkter HTML-Schreibung).
Eine Besonderheit ist die Unterstützung von benutzerdefinierten Schriftarten. So muss man sich nicht auf die Android-Schriftarten verlassen, sondern kann auch jede beliebige Schriftart benutzen. Dies ist besonders nützlich, wenn man Sprachen lernen möchte, deren Schrift von Android noch nicht, oder nur unzureichend unterstützt wird.
Durch ein Whiteboard können durch einfaches Schreiben direkt Notizen auf dem Bildschirm gemacht werden. Dies bietet sich beispielsweise beim Erlernen chinesischer Schriftzeichen an. Außerdem kann, wie auch bei Anki, ein Eingabefeld für die Antwort benutzt werden, so dass Ankidroid die Antwort vergleichen kann.
Es besteht auch die Möglichkeit, sich die Karten in verschiedenen Sprachen beim Lernen mittels eines Text-to-Speech-Systems (TTS) vorlesen zu lassen. Hierzu kann die vorhandene Google-TTS-Engine verwendet werden. Sofern eine Sprache nicht vorhanden ist (wie z. B. Russisch in der Android-Version Ice Cream Sandwich), kann auch eine andere Text-To-Speech-Ausgabe wie z. B. SVOX Classic TTS verwendet werden.